# Kazik Staszewski
Kazimierz Piotr Staszewski (ur. 12 marca 1963 w Warszawie) – polski piosenkarz, autor tekstów, kompozytor, saksofonista, aranżer, producent muzyczny i felietonista. Współzałożyciel, lider i wokalista zespołów Kult i KNŻ, członek Buldoga oraz licznych innych projektów muzycznych. Prowadzi solową działalność artystyczną. Syn Stanisława.
Otrzymał wiele nagród, m.in. Fryderyki, Machinery, nagrodę MTV, jednak większości nie odebrał; osobiście przyjął m.in. Paszport „Polityki” (1998).

## Rodzina i edukacja
Jest synem Stanisława Staszewskiego i jego żony Krystyny (z domu Mojkowskiej) oraz wnukiem Kazimierza Staszewskiego. Jego matka pracowała jako technik budowlany w Dyrekcji Rozbudowy Miasta Warszawa Wschód, a ojciec był architektem. Jego rodzice rozstali się jeszcze przed narodzinami syna. Wychowały go matka i babka, Maria Mojkowska, z którymi mieszkał w domu przy ul. Niecałej w Warszawie. Regularnie widywał się z ojcem w Polsce i we Francji, dokąd ten wyjechał, gdy Kazik miał cztery lata.
W 1976 podczas pobytu w Londynie został oskarżony o kradzież płyty ze sklepu, jednak sąd rejonowy dla nieletnich podczas rozprawy odstąpił od wymierzenia kary Staszewskiemu z uwagi na skruchę wyrażoną przez nastolatka. Po powrocie do Polski rozpoczął naukę w XI Liceum Ogólnokształcącym im. Mikołaja Reja, w klasie biologiczno-chemicznej z językiem angielskim, a następnie podjął studia w Instytucie Socjologii Uniwersytetu Warszawskiego, ale przerwał je w 1989 po dziewięciu latach od ich rozpoczęcia. Pasjonuje się historią, szczególnie przebiegiem II wojny światowej.
10 listopada 1984 poślubił Annę Kamińską, nauczycielkę i byłą wokalistkę w zespole Bikini, o której napisał kilka piosenek Kultu, m.in. „Do Ani” i „O Ani”. Mają dwóch synów: Kazimierza (ur. 1985) i Jana (ur. 1987), który również jest muzykiem. Ma troje wnuków. Mieszka w Polsce, od 2003 ma też mieszkanie na Teneryfie.

## Kariera zawodowa
W młodości był zafascynowany muzyką Pink Floyd, Led Zeppelin, Black Sabbath, The Who i Davida Essexa, dzięki którym umacniał zamiłowanie punk rockiem. W latach 80. za sprawą twórczości Funkadelic/Parliament, George’a Clintona, Graham Central Station, Whodini i Grandmaster Flasha zainteresował się funkiem i rapem. Samodzielnie uczył się śpiewać. W 1979 dołączył do zespołu Poland (założonego przez Roberta Schmidta i działającego w latach 1979–1981), z którym jesienią zagrał pierwszy koncert w domu kultury w Grodzisku Mazowieckim. W ich repertuarze znajdowały się m.in. covery punkrockowych grup Sham 69, Buzzcocks i Ramones, ale z polskimi tekstami Staszewskiego, oraz autorskie utwory, m.in. „Młodzi warszawiacy”, „Nuda”, „Goryl” i „Miasto płonie”; w późniejszym okresie zainspirowali się także nową falą. W 1980 wraz z Polandem nagrał kasetę pt. Im bardziej poznaję ludzi, tym bardziej kocham psy, wystąpił na 1. Festiwalu Nowej Fali w Toruniu i zagrał jako support grupy Kryzys na koncercie w klubie „Elektronik” w Warszawie. W 1981 podczas koncertów zaczął grać na saksofonie oraz założył zespół Novelty Poland, z którym nagrał kilka piosenek (m.in. „Schizofrenię”) i wystąpił na 2. Festiwalu Nowej Fali w Toruniu.

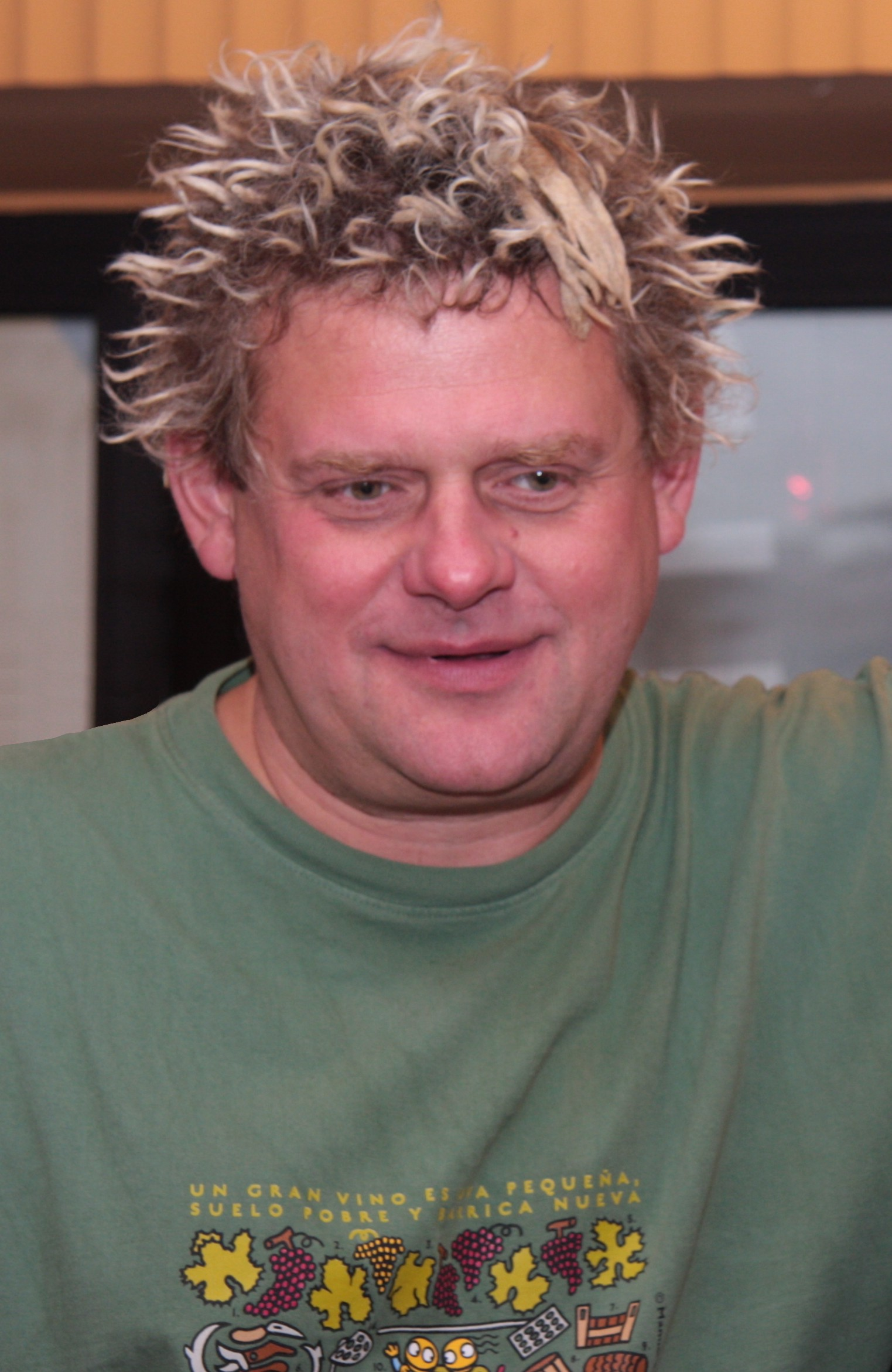
Staszewski (2008)

W 1982 został jednym z założycieli zespołu Kult, którego jest liderem, wokalistą i tekściarzem. W drugiej połowie lat 80. dorabiał, pracując przy budowie metra w Warszawie. W 1988 zawiesił działalność Kultu i wyjechał w celach zarobkowych do Londynu, gdzie dorabiał jako pracownik remontowo-wykończeniowy. Cztery miesiące później wrócił do kraju i reaktywował Kult. W 1989 wraz z Piotrem Łojkiem, Markiem Kanclerzem, Rafałem Kwaśniewskim i Krzysztofem Bieniem stworzył projekt Auf Wiedensehen, z którym zagrał koncert w warszawskim klubie „Hybrydy”.
W 1991, pozostając muzykiem Kultu, rozpoczął karierę solową, a jego menedżerem został Paweł Walczak. W sierpniu, zachęcony przez Marka Kościkiewicza z wytwórni Zic Zac, wystąpił z piosenką „Dziewczyny” na 28. Międzynarodowym Festiwalu Piosenki w Sopocie; swój festiwalowy występ, wykonany w pełni z playbacku, po latach określił jako „bardzo marny”. W listopadzie wydał, pod pseudonimem Kazik (przyjętym oficjalnie po sugestii Marka Kościkiewicza), swój solowy album pt. Spalam się, na który nagrał materiał oparty w dużej mierze na rapie. Na płycie umieścił m.in. przeboje: „Dziewczyny”, „Piosenka trepa”, „Spalam się” czy „Jeszcze Polska”. W tym ostatnim senator z ramienia ZChN Jan Szafraniec doszukał się paszkwilu na hymn Polski i pozwał Staszewskiego, jednak sąd umorzył postępowanie. Również w 1991 Staszewski został współzałożycielem zespołu Kazik na Żywo. W 1992 wystąpił z utworem „100 000 000” na 28. MFP w Sopocie. Piosenka zyskała ogólnopolski rozgłos z uwagi na tekst refrenu (Wałęsa dawaj nasze sto milionów), który nawiązywał do niespełnienia obietnicy przedwyborczej przez Lecha Wałęsę. Staszewski umieścił utwór na swoim drugim solowym albumie pt. Spalaj się!, który wydał w 1993. W tym samym roku wystąpił w filmie dokumentalnym Tata Kazika poświęconym jego ojcu, Stanisławowi Staszewskiemu. W 1994 został bohaterem filmu dokumentalnego Na ulicy Kazika. W tym okresie pisał też felietony do magazynu „Tylko rock”. W 1995 wydał album pt. Oddalenie, który nagrał w swoim domowym studiu i który samodzielnie wyprodukował. Na płycie umieścił m.in. utwór „Łysy jedzie do Moskwy”, odnoszący się do wyjazdu ówczesnego premiera Polski Józefa Oleksego do Moskwy podczas rosyjskiej agresji zbrojnej na Czeczenię. Jesienią 1996 podjął współpracę z Jerzym Mazzollem i zespołem Arhythmic Perfection, z którym nagrał yassowy album pt. Rozmowy s catem (1997) i wyruszył w trasę koncertową. Zainicjował wydanie składanki hip-hopowej S.P. (1996).
W 1997 wydał album pt. 12 groszy, który osiągnął sukces komercyjny m.in. dzięki tytułowemu przebojowi, notowanemu na pierwszym miejscu Listy przebojów Programu Trzeciego. Płytę promował również singlami: „Maciek, ja tylko żartowałem”, „Sztos” i „Idę tam gdzie idę”. W 1998 zaśpiewał gościnnie w utworze „Zoil” z drugiego solowego albumu Katarzyny Nosowskiej pt. Milena i dołączył do zespołu El Dupa. W 1999 pojawił się gościnnie na kasecie zespołu Ztvörki pt. Druga płyta, grając na saksofonie w utworze „PKP Train”. W 2000 wydał solowy album pt. Melassa, który promował m.in. singlem „4 pokoje” nagranym w duecie z Edytą Bartosiewicz. W kolejnych latach nagrał także trzy albumy z coverami, zawierające własne interpretacje utworów: Kurta Weilla i Nicka Cave’a (Melodie Kurta Weill’a i coś ponadto w 2001), Toma Waitsa (Piosenki Toma Waitsa w 2003) i Silnej Grupy Pod Wezwaniem (Silny Kazik Pod Wezwaniem w 2008). W 2004 wydał dwupłytowy album pt. Czterdziesty pierwszy m.in. z piosenką „Polska płonie” i autorską wersją przeboju Andrzeja Rosiewicza „Czterdzieści lat minęło…”. W tym samym roku nagrał własną interpretację hymnu państwowego na składankę pt. ...jak zwyciężać mamy. Artyści polscy w hołdzie Mazurkowi Dąbrowskiego wydawaną przez dziennik Życie. „Mazurek Dąbrowskiego” umieścił również na kolejnym albumie solowym pt. Los się musi odmienić (2005), zawierającym kilka utworów ze ścieżki dźwiękowej filmu Leszka Wosiewicza Rozdroże Cafe, w którym Staszewski zagrał epizodyczną rolę komentatora akcji. W kolejnych latach nagrał muzykę jeszcze do kilku filmów: PitBull (2005), Szaleńcy (2007), „Balladę o Janku Wiśniewskim” do filmu Czarny czwartek (2011) i Yuma (2012). W latach 2005–2009 był wokalistą zespołu Buldog, z którym koncertował po Polsce. W 2009 nagrał wiersz „Modlitwa za rzeczy” na składankę pt. Gajcy wydaną przez Muzeum Powstania Warszawskiego i upamiętniającą Tadeusza Gajcego w 65. rocznicę wybuchu powstania warszawskiego.

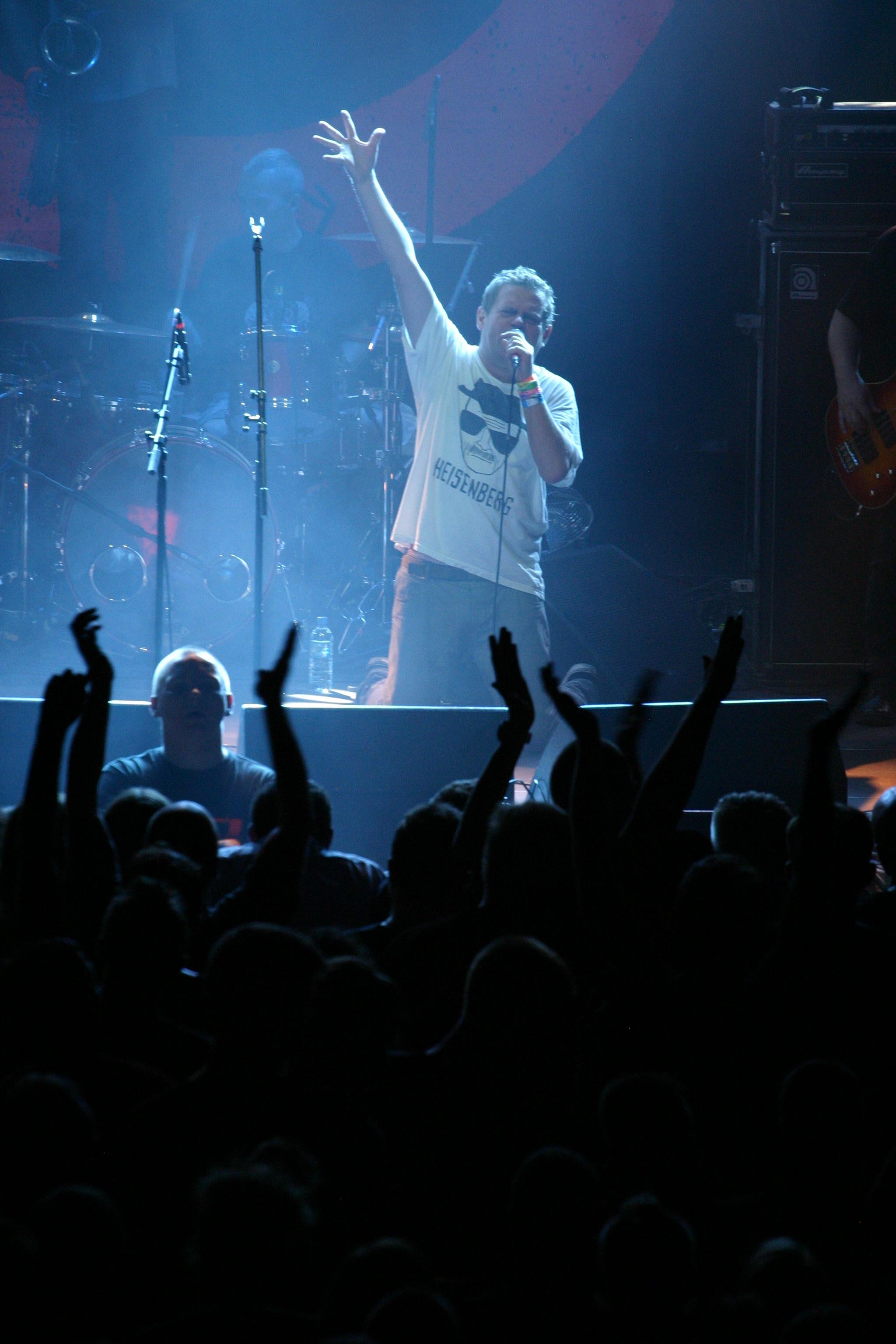
Staszewski podczas koncertu z zespołem Kult w Łodzi (2014)

Był felietonistą na łamach „Gazety Wyborczej”, jednak w czerwcu 2005 zrezygnował z publikowania w dzienniku, zarzucając szefom redakcji cenzurę w zakresie treści jego felietonu. W maju 2008 zbiór felietonów Staszewskiego ukazał się w wersji książkowej pt. Niepiosenki. W 2007 był felietonistą Wirtualnej Polski i opublikował jeden artykuł w „Gazecie Polskiej”. W 2009 reaktywował zespół Kazik na Żywo, który powrócił do koncertowania po pięcioletniej przerwie. W 2012 rozpoczął współpracę z Kwartetem ProForma, z którym grał koncerty (m.in. z piosenkami Stanisława Staszewskiego) głównie w mniejszych miastach oraz w kinach lub domach kultury. W tym samym roku uformował zespół Zuch Kazik na potrzeby corocznych występów na Festiwalu Twórczości Żenującej „Zacieralia”. W 2014 ukazała się książka pt. Tata mimo woli stanowiąca biografię Stanisława Staszewskiego, której autorami są Kazik Staszewski i Jarosław Duś. W tym samym roku jego przebój „12 groszy” został wybrany „piosenką 25-lecia” w plebiscycie TVP zorganizowanym pod hasłem „25 lat wolności”. Postanowieniem prezydenta Polski Bronisława Komorowskiego z 30 maja 2014 został odznaczony Krzyżem Kawalerskim Orderu Odrodzenia Polski za „wybitne zasługi w pracy twórczej i działalności artystycznej, za osiągnięcia w promowaniu polskiej kultury”. W 2015 zakończył działalność zespołu Kazik na Żywo.
W 2020 jego utwór „Twój ból jest lepszy niż mój” (o wizycie Jarosława Kaczyńskiego na cmentarzu Powązkowskim w Warszawie, mimo że został on zamknięty z powodu pandemii COVID-19 w Polsce) zajął pierwsze miejsce w 1998. notowaniu Listy przebojów Programu Trzeciego Polskiego Radia. Notowanie listy przebojów zostało unieważnione, co wywołało ogólnopolski skandal i spowodowało zerwanie współpracy z radiem przez wielu muzyków i dziennikarzy, m.in. Marka Niedźwieckiego (prowadzącego Listę…) i Piotra Metza (dyrektora muzycznego stacji). 31 lipca 2020 wydał utwór „25 lat niewinności”, którą napisał na potrzeby ścieżki dźwiękowej do filmu 25 lat niewinności. Sprawa Tomka Komendy.
O Kaziku i Kulcie opowiada książka Leszka Gnoińskiego Kult Kazika oraz książki Wiesława Weissa Kult. Biała księga (wyd. 2009) i Kazik. Biała księga (wyd. 2017). Te dwie ostatnie zawierają m.in. teksty i historię powstania wszystkich piosenek, odpowiednio tych Kultu i solowej twórczości Kazika.

## Poglądy
Deklaruje przywiązanie do tradycyjnych wartości, z których najważniejszą jest rodzina. Deklaruje się jako przeciwnik aborcji. Jest przeciwnikiem idei socjalistycznych. Nie ukrywa niechęci do PSL, którą określa jako „najbardziej szkodliwą partię w Polsce”. Był bliski Unii Polityki Realnej, m.in. wyraził poparcie dla partyjnej propozycji ograniczającej ingerencję państwa, jednak w 2013 stwierdził, że to „partia bez znaczenia”. Opowiadał się również za wstąpieniem Polski do Unii Europejskiej, choć uważa tę organizację za „organizm do cna zbiurokratyzowany i skorumpowany”. Za najlepszego prezydenta współczesnej Polski uważa Lecha Kaczyńskiego, który piastował stanowisko głowy państwa w latach 2005–2010. Jest przeciwnikiem rządów POPiSu.
Jest przeciwnikiem penalizowania narkotyków, gdyż przez to – jak twierdzi – handlem nimi zajmują się grupy przestępcze. Pogląd w tej sprawie przedstawił m.in. w utworze „5 lat” z albumu Spalaj się! (1991).
Deklaruje się jako niewierzący, choć „z ogromną potrzebą wiary” i silnym antyklerykalizmem. Od lat 80. XX w. jest krytykiem Kościoła katolickiego, a szczególnie chciwości kleru. W młodości przez kilka lat był związany ze Świadkami Jehowy, z którymi studiował Pismo Święte, jednak rozstał się z grupą w 1986 po sugestiach o konieczności rezygnacji z muzyki.
Uważa się za przeciwnika powstania warszawskiego, które uważa za „zły ruch”.
Dwukrotnie (w 2011 i 2013) odmówił przyjęcia odznaczenia państwowego za zasługi wolnościowe.

## Dyskografia
- Spalam się (1991)
- Spalaj się! (1993)
- Oddalenie (1995)
- 12 groszy (1997)
- Melassa (2000)
- Melodie Kurta Weill’a i coś ponadto (2001)
- Piosenki Toma Waitsa (2003)
- Czterdziesty pierwszy (2004)
- Los się musi odmienić (2005)
- Silny Kazik pod wezwaniem (2008)
- Wiwisekcja (2015, oraz Kwartet ProForma)
- Tata Kazika kontra Hedora (2017, oraz Kwartet ProForma)
- Utwory odnalezione (2018)
- Zaraza (2020)

## Filmografia
- Bułgarski Pocisk (1999)
- Wściekłe pięści Węża (2006)[90]
- Sarnie żniwo, czyli pokusa statuetkowego szlaku (2006)[91]
- Pod gradobiciem pytań (2005)
- Historia polskiego rocka (2009)
- Beats of Freedom – Zew wolności (2009, film dokumentalny, reżyseria: Leszek Gnoiński, Wojciech Słota)
- Jarocin. Po co wolność (2016, film dokumentalny, reżyseria: Leszek Gnoiński, Marek Gajczak)[92]

### Aktor
- 1993 – Tata Kazika jako Kazik
- 1994 – Na ulicy Kazika jako Kazik
- 1999 – Bułgarski pocisk[93]
- 2000 – Dzieci Jarocina jako Kazik
- 2005 – Rozdroże cafe jako Kazik
- 2005 – Pod gradobiciem pytań jako Karmnik Staniszewski (głos) (gościnnie)
- 2006 – Wściekłe pięści Węża jako Andrzej „Bad girl”
- 2006 – Chasing the Acids – w pogoni za Acid Drinkers jako Kazik
- 2006 – Sarnie żniwo, czyli pokusa statuetkowego szlaku jako Kurier